# Hymenopleella hippophaes
Hymenopleella hippophaes är en svampart som först beskrevs av Fabre, och fick sitt nu gällande namn av Rulamort 1986. Hymenopleella hippophaes ingår i släktet Hymenopleella och familjen Amphisphaeriaceae.   Inga underarter finns listade i Catalogue of Life.